# 萨氏伏翼
萨氏伏翼（学名：Pipistrellus savii）为蝙蝠科伏翼属的动物。在中国大陆，分布于黑龙江、安徽、内蒙古、甘肃、河南、山东、吉林、辽宁、新疆等地，多生活于岩洞。该物种的模式产地在意大利比萨。

## 亚种
- 萨氏伏翼阿拉善亚种（学名：Pipistrellus savii alashanicus），Bobrinskii于1926年命名。在中国大陆，分布于黑龙江、内蒙古、甘肃、河南、山东、吉林、辽宁等地。该物种的模式产地在蒙古。[2]
- 萨氏伏翼南疆亚种（学名：Pipistrellus savii pallescens），Bobrinskii于1926年命名。在中国大陆，分布于新疆等地。该物种的模式产地在新疆。[3]